# Eparquía de Nuestra Señora de Nareg en Glendale
La eparquía de Nuestra Señora de Nareg en Glendale (en latín: Eparchia Dominae Nostrae Naregensis, en inglés: Armenian Catholic Eparchy of Our Lady of Nareg in the United States of America and Canada y en armenio: Միացյալ Նահանգների և Կանադայի թեմ) es una circunscripción eclesiástica de la Iglesia católica en Estados Unidos y Canadá. Se trata de una eparquía armenia inmediatamente sujeta a la Santa Sede. Desde el 21 de mayo de 2011 su eparca es Mikaël Antoine Mouradian, del Instituto del Clero Patriarcal de Bzommar.

## Territorio y organización
La eparquía extiende su jurisdicción sobre los fieles católicos de rito armenio residentes en Estados Unidos y Canadá.
La sede de la eparquía se encuentra en la ciudad de Glendale, un suburbio de Los Ángeles, en donde se halla la Catedral de San Gregorio el Iluminador. En el distrito de Brooklyn en Nueva York se encuentra la excatedral de Santa Ana, que fue vendida en 2012.
En 2023 en la eparquía existían 8 parroquias:
En Estados Unidos
- Holy Cross Armenian Catholic Church, en Belmont, un suburbio de Boston en Massachusetts;[1]
- St. Vartan Armenian Catholic Church, en Detroit, Míchigan;
- St Gregory Armenian Catholic Church, en Glendale, un suburbio de Los Ángeles en California;[2]
- Sacred Heart Armenian Catholic Church, en Little Falls, Nueva Jersey;
- Our Lady Queen Of Martyrs Armenian Catholic Church, en Los Ángeles, California;[3]
- St Ann Armenian Catholic Church, en la Holy Family Roman Catholic Church de Brooklin, un suburbio de Nueva York en el estado de Nueva York;
- St Marks Armenian Catholic Church, en Wynnewood, un suburbio de Filadelfia en Pensilvania;

En Canadá
- Notre Dame de Nareg Armenian Catholic Church, en Saint-Laurent, un suburbio de Montreal en Quebec;
- St Gregory Armenian Catholic Church, en Toronto, Ontario.[4]

## Historia
La historia de la comunidad católica armenia en Nueva York comenzó a finales del siglo XIX. En 1899 el patriarca de Cilicia Esteban Pedro X Azarian envió a Mardiros Megerian como pastor de la comunidad armenia en Boston y luego lo designó vicario patriarcal en Estados Unidos. Megerian, el primer sacerdote católico armenio en Estados Unidos, se ocupó de los inmigrantes que huían del genocidio armenio (1915-1921) en el Imperio otomano hasta 1921. Su sucesor, Haroutyoun Maldjian, sirvió a la misión durante la Gran Depresión (1929-1933) y continuó luego hasta la década de 1970. 
En 1910 se estableció la primera casa de oración católica armenia en Nueva York y una década después comenzó la construcción de iglesias, por lo que se utilizaban templos latinos. Fueron creadas parroquias armenias en Paterson (Nueva Jersey) en 1909, Filadelfia en 1923, Boston en 1940, Los Ángeles en 1945, Detroit en 1948, Nueva York en 1984, Little Falls (trasladada desde Paterson) en 1991 y Glendale en 1999. En Canadá los armenios católicos comenzaron a llegar entre 1895 y 1915 fueron creadas parroquias en Montreal en 1966 y en Toronto en 1974.
El exarcado apostólico para los fieles de rito armenio residentes en los Estados Unidos de América y en Canadá (Exarchia pro Christifidelibus ritus Armeni in Foederatis Civitatibus Americae Septemtrionalis et in Canada) fue erigido con sede en Nueva York el 3 de julio de 1981 mediante la bula Divini Pastoris del papa Juan Pablo II. El 27 de diciembre de 1981 el exarca Mikail Nersès Sétian inauguró el exarcado.
El 12 de septiembre de 2005 mediante la bula Qui nuper successimus del papa Benedicto XVI el exarcado apostólico fue elevado a eparquía con el nombre de Nuestra Señora de Nareg en Nueva York de los armenios.

Cum quidem Exarchia pro Christifidelibus ritus Armeni in Foederatis Civitatibus Americae Septemtrionalis et in Canada commorantibus magna cepisset incrementa quod attinet adfidelium numerum atque adproprium ecclesiasticum patrimonium, Venerabilis Frater Nerses Petrus XIX, Patriarcha Ciliciae Armenorum eiusque Synodus proposuerunt huic Apostolicae Sedi ut eadem Exarchia ad gradum Eparchiae attolleretur. Nos igitur, auditis Venerabili Fratre Nostro Cardinale Secretario Status et Congregatione pro Ecclesiis Orientalibus, summa Apostolica, qua fungimur, potestate memoratam Exarchiam adgradum Eparchiae evehimus nomine Dominae Nostrae Naregensis, iisdem circumscriptae finibus quibus praedicta Exarchia delimitabatur cuisque sedem in urbe Neo-Eboracensi ponimus, dum volumus ut Cathedralis ecclesia sit templum Dominae Nostrae Naregensis.

En 2012 la Catedral de Santa Ana fue vendida y al no quedar suficientes familias católicas armenias en el área de Nueva York, el eparca decidió la transferencia de la sede y de la catedral a Glendale en California. El 29 de diciembre de 2014 la eparquía tomó su nombre actual.

## Estadísticas
Según el Anuario Pontificio 2024 la eparquía tenía a fines de 2023 un total de 36 300 fieles bautizados.
| Año                                                                             | Población            | Población | Población      | Sacerdotes | Sacerdotes    | Sacerdotes    | Bautizados por sacerdote | Diáconos permanentes | Religiosos | Religiosos | Parroquias |
| Año                                                                             | Bautizados católicos | Total     | % de católicos | Total      | Clero secular | Clero regular | Bautizados por sacerdote | Diáconos permanentes | Varones    | Mujeres    | Parroquias |
| ------------------------------------------------------------------------------- | -------------------- | --------- | -------------- | ---------- | ------------- | ------------- | ------------------------ | -------------------- | ---------- | ---------- | ---------- |
| 1990                                                                            | 35 065               | ?         | ?              | 11         | 6             | 5             | 3187                     |                      | 5          | 11         | 8          |
| 1999                                                                            | 36 000               | ?         | ?              | 15         | 8             | 7             | 2400                     |                      | 7          | 14         | 9          |
| 2000                                                                            | 36 000               | ?         | ?              | 15         | 8             | 7             | 2400                     |                      | 7          | 13         | 9          |
| 2001                                                                            | 36 000               | ?         | ?              | 14         | 8             | 6             | 2571                     | 1                    | 6          | 15         | 9          |
| 2002                                                                            | 36 000               | ?         | ?              | 14         | 8             | 6             | 2571                     |                      | 6          | 15         | 9          |
| 2003                                                                            | 36 000               | ?         | ?              | 14         | 8             | 6             | 2571                     |                      | 6          | 15         | 9          |
| 2004                                                                            | 36 000               | ?         | ?              | 14         | 9             | 5             | 2571                     |                      | 5          | 15         | 9          |
| 2006                                                                            | 36 000               | ?         | ?              | 13         | 8             | 5             | 2769                     |                      | 5          | 12         | 9          |
| 2009                                                                            | 36 000               | ?         | ?              | 10         | 3             | 7             | 3600                     | 1                    | 7          | 9          | 9          |
| 2010                                                                            | 36 000               | ?         | ?              | 10         | 3             | 7             | 3600                     | 1                    | 7          | 9          | 9          |
| 2013                                                                            | 36 000               | ?         | ?              | 15         | 4             | 11            | 2400                     | 2                    | 11         | 10         | 9          |
| 2014                                                                            | 36 000               | ?         | ?              | 15         | 4             | 10            | 2571                     | 2                    | 10         | 10         | 9          |
| 2016                                                                            | 36 000               | ?         | ?              | 11         | 4             | 7             | 3272                     | 2                    | 7          | 7          | 9          |
| 2019                                                                            | 36 000               |           |                | 9          | 4             | 5             | 4000                     | 3                    | 5          | 5          | 8          |
| 2021                                                                            | 36 300               | ?         | ?              | 9          | 4             | 5             | 4033                     | 3                    | 5          | 5          | 8          |
| 2023                                                                            | 36 300               | ?         | ?              | 10         | 5             | 5             | 3630                     | 2                    | 5          | 4          | 8          |
| Fuente: Catholic-Hierarchy, que a su vez toma los datos del Anuario Pontificio. |                      |           |                |            |               |               |                          |                      |            |            |            |

## Episcopologio
- Mikail Nersès Sétian † (3 de julio de 1981-18 de septiembre de 1993 retirado)
- Hovhannes Tertsakian, C.A.M. † (5 de enero de 1995-30 de noviembre de 2000 retirado)
- Manuel Batakian, I.C.P.B. (30 de noviembre de 2000-21 de mayo de 2011 retirado)
- Mikaël Antoine Mouradian, I.C.P.B., desde el 21 de mayo de 2011